# Illnath
Illnath fue una banda de black metal danesa, formada en 1997 por Peter Falk y Jokum Thor Larsen. Fue disuelta en 2013. El nombre de la banda originalmente era Flagellation y su primer demo, Behind the Veil, fue lanzado bajo este nombre.
En el 2002 firmaron un contrato con la discográfica japonesa World Chaos Production. Con quienes lanzaron su primer álbum, Cast Into Fields of Evil Pleasure. En el 2003 a través de esa misma compañía intentaron lanzar su segundo álbum, Second Skin of Harlequin, el cual se vio afectado por muchas demoras. A la banda se le informó en varias ocasiones por representantes de dicha compañía que el CD sería lanzado, finalmente el disco fue lanzado, sin embargo el lanzamiento se limitó a solo unas cuantas copias y solo dentro del mercado japonés. Cómo resultado de esto, Illnath rompió contrato con World Chaos Productions como su representante discográfico, también han denunciado públicamente a la compañía advirtiendo a otras bandas que no firmen con dicha compañía. Desde entonces han firmado con otra compañía discográfica, Deathlight Records.
Actualmente Illnath enfrenta una demanda contra World Chaos Production es probable que la razón sea por la ruptura en el contrato con la compañía. Para ayudarse en la batalla legal le han pedido a sus fanes que compraron el álbum que provean información acerca de como y donde lo compraron.
El tercer álbum de Illnath, Three Nights in the Sewers of Sodom, fue lanzado a finales del año 2010.

## Discografía
- Angelic Voices Calling (2001) (EP Autofinanciado)
- Cast Into Fields of Evil Pleasure (2003)
- Second Skin of Harlequin (2007)
- Three Nights in the Sewers of Sodom (2010)
- Third Act in the Theater of Madness (2011)
- 4 Shades Of Me (2013)